# Erfurter Staat
Das Erfurter Gebiet, nach 1664 auch als Erfurter Staat bezeichnet, war ein Territorium des Heiligen Römischen Reiches, welches zum Erzbistum Mainz gehörte und das bis zum Jahr 1802/03 existierte. Während des 13. Jahrhunderts vollzog sich mit der Bildung des Erfurter Stadtrats eine gewisse Eigenständigkeit unter der Oberherrschaft der Mainzer Bischöfe. 1664 endete diese gewaltsam. Bis zum Ende des Erfurter Staats wurde das Gebiet nun von einem Mainzer Statthalter regiert.

## Geografische Lage
Das Territorium des Erfurter Gebiets lag im Zentrum des Thüringer Beckens. Im Süden wird das Erfurter Stadtgebiet von den bewaldeten Höhen des Steigerwalds umgrenzt. Hauptfluss des Gebiets war die Gera; im Westteil des Erfurter Territoriums entspringt die Nesse. Die nördlichen Exklaven wurden von der Unstrut und der Vippach berührt. Zum Erfurter Gebiet gehörten die Exklaven der Ämter Großvargula, Sömmerda und Vippach (drei Exklaven) im Norden und die Exklave des Amts Mühlberg im Westen.
Der Großteil des ehemaligen Erfurter Staats gehört heute zur kreisfreien Stadt Erfurt im Zentrum von Thüringen. Ein Teil der Orte liegt in den angrenzenden Landkreisen.

### Lage der Erfurtischen Ämter in Bezug auf die Stadt Erfurt
| Küchendorf Witterda mit Friedrichsdorf (zum Stadtamt Erfurt), Amt Vargula (Exklave) | Amt Gispersleben                            | Amt Sömmerda (Exklave) und Amt Vippach (3 Exklaven)  |
| Amt Alach                                                                           | Kompassrose, die auf Nachbargemeinden zeigt | Amt Azmannsdorf (mit Vieselbach)                     |
| Amt Mühlberg (Exklave)                                                              | Stadtamt und Küchendörfer                   | Amt Tonndorf, Lehngut Isseroda und Hospitaldorf Hayn |

## Angrenzende Verwaltungseinheiten
Kerngebiet
Seit der Ernestinischen Teilung im Jahr 1640 grenzte das Erfurter Gebiet an folgende Territorien:
- Norden: Kurfürstentum Sachsen (Amt Weißensee) und Herzogtum Sachsen-Eisenach, ab 1741 Herzogtum Sachsen-Weimar-Eisenach (Amt Großrudestedt)
- Osten: Herzogtum Sachsen-Weimar, ab 1741 Herzogtum Sachsen-Weimar-Eisenach (Ämter Weimar und Berka)
- Süden: Herrschaft Kranichfeld (wechselnde Besitzer), Fürstentum Schwarzburg-Sondershausen (Oberherrschaft) und Fürstentum Schwarzburg-Rudolstadt (Exklave Elxleben der Oberherrschaft)
- Westen: Herzogtum Sachsen-Gotha, seit 1672 Herzogtum Sachsen-Gotha-Altenburg (Ämter Wachsenburg mit Ichtershausen und Gotha, Grafschaft Gleichen, Herrschaften Tonna und Fahner, Amt Herbsleben)

Amt Vippach
Die drei Exklaven des Amts Vippach lagen im Norden des Herzogtums Sachsen-Weimar bzw. im Osten des zum Herzogtum Sachsen-Eisenach gehörigen Amts Großrudestedt. Schloßvippach und Berlstedt wurden vollständig von dessen Territorium umschlossen, Kleinbrembach grenzte im Norden außerdem an das kursächsische Amt Eckartsberga.
Amt Sömmerda
Das Amt Sömmerda grenzte im Norden an das kursächsische Amt Weißensee, im Nordosten an das kursächsische Amt Eckartsberga und im Südosten und Süden an das zu Sachsen-Eisenach gehörige Amt Großrudestedt. Im Westen grenzten die Exklaven Werningshausen (Herzogtum Sachsen-Gotha, obere Grafschaft Gleichen) und Kranichborn (kursächsisches Amt Weißensee) an.
Amt Vargula
Der Ort Großvargula grenzte im Norden an das kursächsische Amt Langensalza und im Süden an das Herzogtum Sachsen-Gotha (Herrschaft Tonna und Amt Herbsleben)
Amt Mühlberg
Das Amt Mühlberg lag komplett im Herzogtum Sachsen-Gotha und wurde im Norden von der Exklave Cobstädt (Amt Reinhardsbrunn), im Osten und Süden vom Amt Wachsenburg mit Ichtershausen und im Westen von der Grafschaft Gleichen begrenzt.

## Geschichte

### Entstehung
Erfurt am Schnittpunkt verschiedener Handelswege, u. a. der Via Regia, wurde 742 erstmals urkundlich durch Missionserzbischof Bonifatius aus Mainz als „Erphesfurt“ erwähnt. Zur gleichen Zeit erfolgte die Gründung des Bistums Erfurt, welches 755 mit dem Bistum Mainz vereinigt wurde.
Erfurt war unter den Karolingern und Ottonen eine Königspfalz. Ab etwa 1000 traten die Erzbischöfe von Mainz auch als weltliche Herren in Erfurt auf.

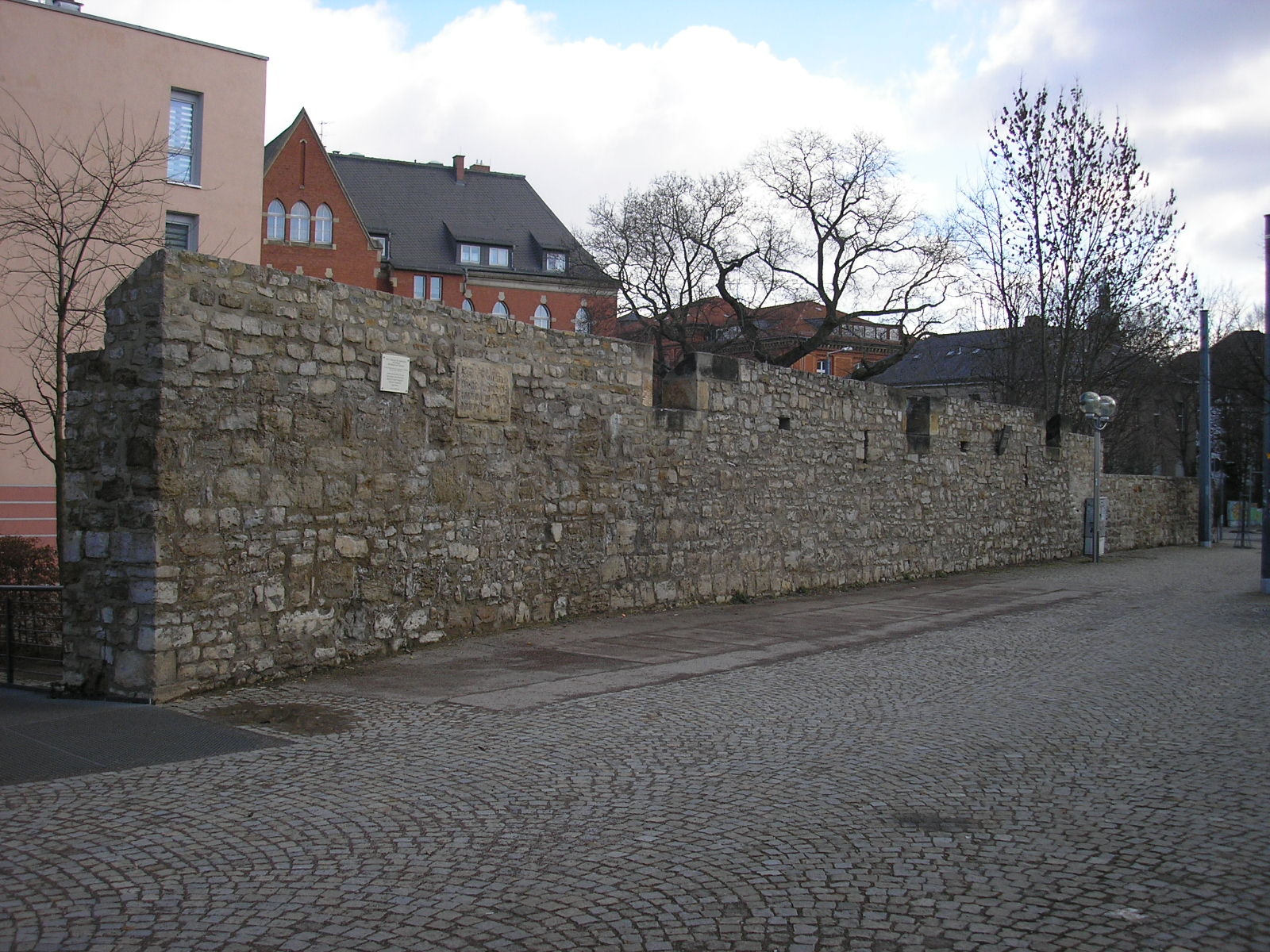
Rest der inneren Stadtmauer aus dem 11. Jahrhundert am Brühler Garten

Im Jahr 1066 ließ das Erzbistum Mainz das bebaute Erfurter Stadtgebiet mit dem inneren Ring der Erfurter Stadtbefestigung sichern, um es vor den Landgrafen von Thüringen zu schützen. Landgraf Ludwig II. ließ die Befestigung 1165 schleifen; 1168 war ihr verstärkender Wiederaufbau vollendet. Als sich im 13. Jahrhundert die Fläche der Stadt Erfurt vergrößerte, bezog man beim Bau der äußeren Stadtbefestigung einige Vorstädte mit ein.
Die Erzbischöfe ließen Erfurt durch Vizedoms verwalten, deren Amt ab Mitte des 13. Jahrhunderts für einige Generationen in der Familie Vitzthum erblich wurde.

### Herausbildung der Erfurter Bürgerschaft und Bedeutungsaufstieg der Stadt
1120 ist erstmals von den „Bürgern Erfurts“ die Rede. 1212 bildete sich im Zuge der Wirren des staufisch-welfischen Thronstreits ein erster, noch von Ministerialen geprägter Rat. Durch eine grundlegende Ratsreform entstand 1255 eine machtvolle und eigenständige Bürgergemeinde, die nun nach und nach die Kompetenzen der erzbischöflichen Stadtherren an sich zog und zunehmend als Herrschaftsträger in die Region eingriff. Dadurch entstanden Auseinandersetzungen zwischen dem Erfurter Rat und dem Mainzer Erzbischof, welche 1279 mit der Misshandlung und Vertreibung erzbischöflicher Amtsträger einerseits und der Vollstreckung des Banns durch den Erzbischof andererseits ihren Höhepunkt erreichte.
Mit ca. 18.000 bis 20.000 Einwohnern entwickelte sich die Stadt im 14. und 15. Jahrhundert zu einer Stadt im Range einer mittelalterlichen Großstadt. Erfurt erreichte damit den Gipfel seiner wirtschaftlichen, politischen und geistig-kulturellen Entwicklung im Mittelalter und wurde der Mittelpunkt des Handels im mittleren Heiligen Römischen Reich. 1331 erhielt Erfurt das Messeprivileg von Kaiser Ludwig IV.
Ab dem Ende des 13. Jahrhunderts erwarb die Stadt Erfurt ein großes Landgebiet mit rund 900 Quadratkilometern und über 80 Dörfern und Burgen, welches teilweise aus Reichslehen bestand (Kapellendorf, Sömmerda, Tonndorf, Mühlberg, Vippach, Großvargula, Vieselbach).

### Erfurt von der Reformationszeit bis zum Dreißigjährigen Krieg
Zur Zeit der Reformation wandte sich die Stadt dem evangelischen Bekenntnis zu. Der Rat zu Erfurt unterzeichnete die lutherische Konkordienformel von 1577. Dies führte zu ständigen Auseinandersetzungen mit den katholischen Landesherren in Mainz. Am 21. April 1618 kam es zu einem Vertrag zwischen dem Mainzer Erzbischof Johann Schweikhard von Cronberg und der Stadt Erfurt, der die schon früher zugestandene Religionsfreiheit bestätigte und sie ausdrücklich auf das Erfurter Landgebiet erweiterte. Zur rechtlichen Stellung der Stadt wurde festgelegt, dass sie Eigentum des Erzstifts Mainz sei und sie auf jegliche Reichsstandschaft verzichte.

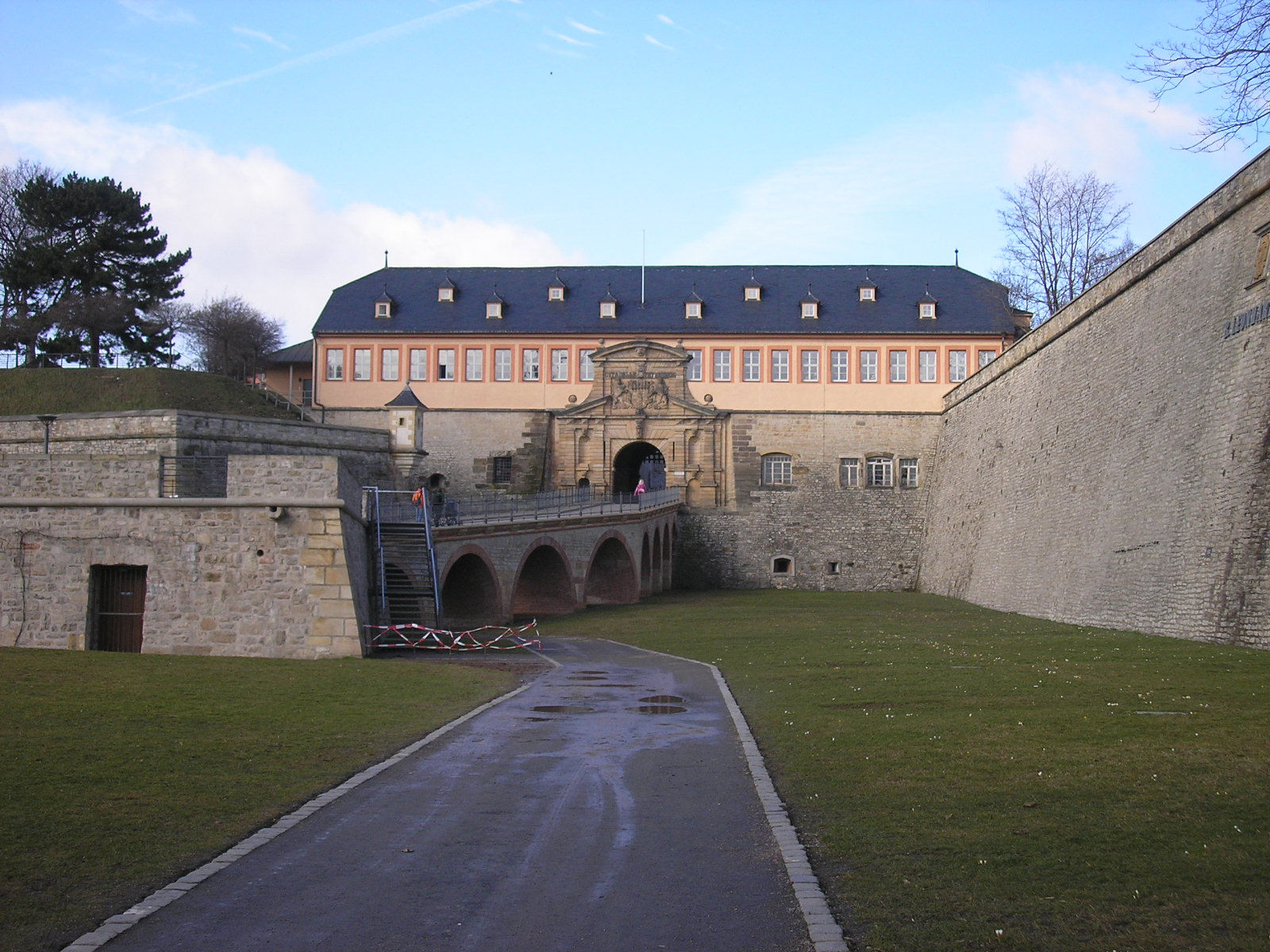
Im 17. Jahrhundert entstand die Zitadelle Petersberg

Im Dreißigjährigen Krieg wurde die Stadt schwer geschädigt und von 1632 bis 1635 und von 1637 bis 1650 von den Schweden besetzt. Während dieser Zeit erfuhr die Erfurter Stadtbefestigung nochmals einen erheblichen Ausbau. Zu diesem Zweck ließen die schwedischen Besatzer in der Erfurter Altstadt einige Pfarrkirchen abreißen, mit deren Steinen dann die Mauern verstärkt werden konnten. Die Zitadelle Cyriaksburg wurde 1480 angelegt, die Zitadelle Petersberg 1665. Später kamen auch verschiedene Schanzen dazu, etwa die Daberstedter Schanze (heute Stadtpark) oder die Auenschanze in der Andreasvorstadt.

### Zeit der kurmainzischen Dominanz

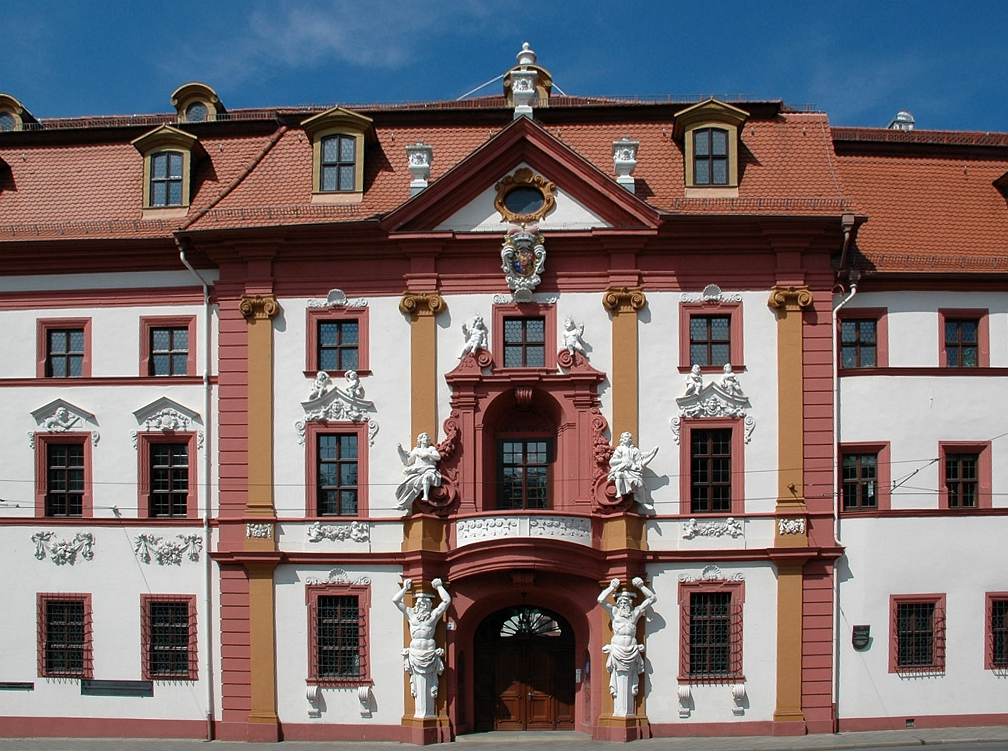
Kurmainzische Statthalterei, heute Thüringer Staatskanzlei

Im Ergebnis des 1648 ausgehandelten Westfälischen Friedens wurde der Stadt die erhoffte Reichsfreiheit verwehrt. Dem Kurfürsten von Mainz wurden erneut seine territorialen Rechte an Erfurt bestätigt. Daraufhin kam es wieder zu jahrelangen Auseinandersetzungen mit der Stadt, welche sich gegen das ausgehandelte Ergebnis weiterhin wehrte. 1664 wurde durch den Mainzischen Kurfürsten und Erzbischof Johann Philipp von Schönborn die über Erfurt verhängte Reichsacht vollstreckt und die Stadt Erfurt von französischen und kurfürstlich mainzischen Reichsexekutionstruppen erobert, was zur gewaltsamen Wiederherstellung der kurmainzischen Herrschaft über die Stadt führte. Der „Kurfürstlich-Mainzische Erfurter Staat“ wurde nun zusammen mit dem Eichsfeld bis 1675 von einem Vizedom, danach von einem Mainzer Statthalter im Auftrag der Erzbischöfe von Mainz regiert. Ab 1699 hatte der Erfurter Statthalter, der dem Mainzer Hofrat und der Hofkammer unterstellt war, seinen Sitz in der Kurmainzischen Statthalterei (heutige Staatskanzlei). Die Statthalter waren gleichzeitig diplomatische Vertreter von Kurmainz an den sächsischen Höfen von Eisenach und Gotha.
Zum Erfurter Gebiet gehörte zu dieser Zeit eine Fläche von 16 Quadratmeilen mit etwa 40.000 Einwohnern. Die 72 Ortschaften und die Stadt Sömmerda wurden in sieben Vogteien und 6 Ämtern verwaltet. Diese Verwaltungsaufteilung entstammte noch von der Zeit vor 1664. Durch Graf Boineburgs Verwaltungsreform von 1706 entstanden acht Ämter, später neun. Die Vorsteher dieser Ämter waren die Amtmänner. Höhe- und Endpunkt der kurmainzischen Epoche bildete die Amtszeit des Statthalters Karl Theodor von Dalberg 1772–1802.

### Übergang an Preußen, französisches Fürstentum Erfurt
1802 kam der Erfurter Staat gemäß dem preußisch-französischen Vertrag als Entschädigung für die abgetretenen Gebiete östlich des Rheinufers zum Königreich Preußen. Damit endete die Zeit der Mainzer Statthalter in Erfurt. Daraufhin besetzten preußische Truppen unter den Generälen von Voß und Wartensleben die Stadt. Die Kurmainzische Statthalterei diente den Preußen als Gouvernementsgebäude, in dem der preußische Militärgouverneur saß und das nunmehrige  „Fürstentum Erfurt“ verwaltete.
Nach der Niederlage der Preußen in der Schlacht bei Jena und Auerstedt kapitulierte die Stadt schon am 16. Oktober 1806. Am 17. Oktober wurde sie kampflos durch die Truppen Napoleons besetzt. Dieser erklärte im Jahr 1807 Erfurt zusammen mit der Herrschaft Blankenhain als Fürstentum Erfurt zu einer kaiserlichen Domäne, die nicht Teil des Rheinbunds war, sondern direkt dem Kaiser unterstand. Die Statthalterei wurde weiterhin als Gouvernementsgebäude genutzt und war nun Sitz des kaiserlich-französischen Gouverneurs der Provinz Erfurt. 1813 wurde das Dorf Daberstedt von Napoleonischen Truppen zerstört und nicht wieder aufgebaut.
1814 endete nach erfolgreicher Belagerung durch preußische, österreichische und russische Truppen die französische Besetzung. Das Erfurter Gebiet wurde 1815 aufgrund des Wiener Kongresses wieder dem Königreich Preußen zugesprochen. Diese trat einen großen Teil des Erfurter Landgebietes im Nordosten, Osten und Süden (d. h. die Ämter Azmannsdorf, Vippach und Tonndorf, sowie aus dem Amt Gispersleben die Orte Stotternheim und Schwerborn) mit dem Blankenhainer Gebiet an das Großherzogtum Sachsen-Weimar-Eisenach ab.

### Endgültige Eingliederung in den preußischen Staat

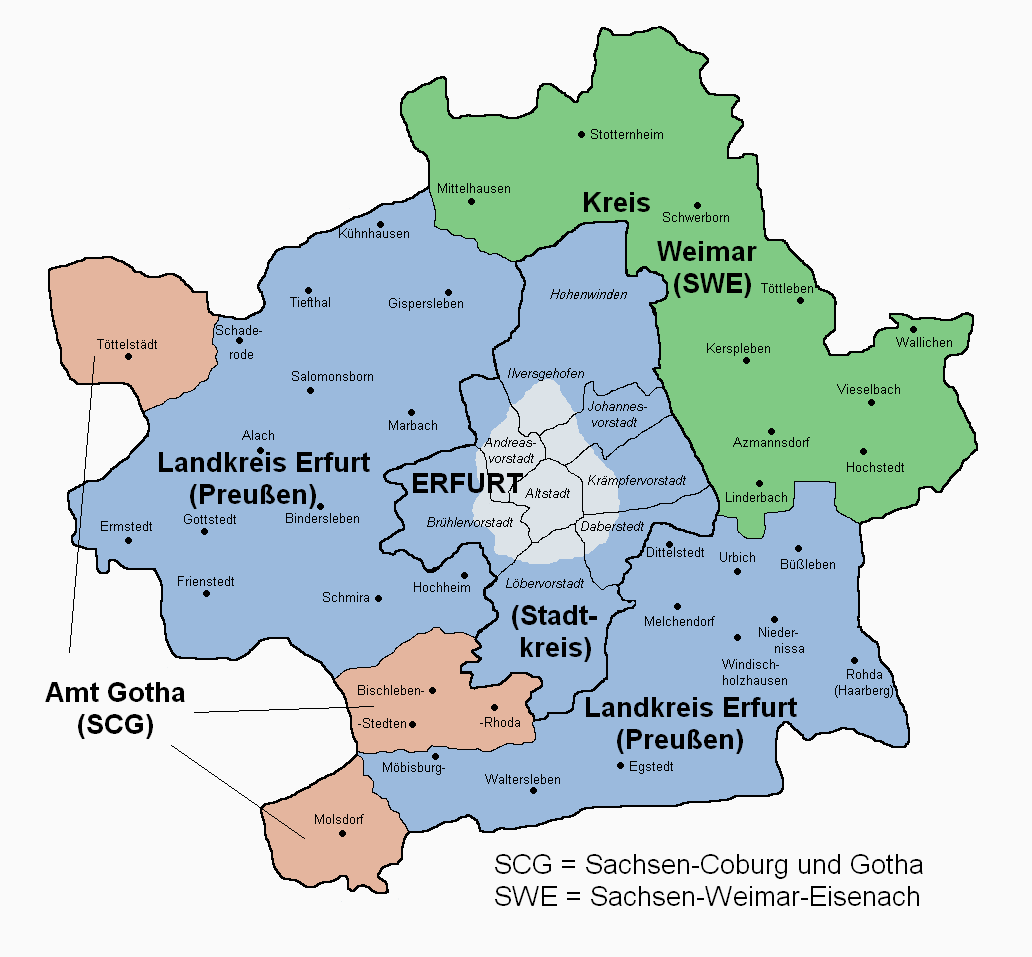
Staatszugehörigkeit des heutigen Erfurter Stadtgebietes im Jahr 1918

Im Jahr 1816 kam es zu grundlegenden Reformen im Erfurter Gebiet. Die Universität Erfurt wurde geschlossen. Die bei Preußen verbliebenen Erfurter Gebiete, d. h. die Stadt Erfurt, das Stadtamt Erfurt und die Ämter Gispersleben (ohne Stotternheim und Schwerborn), Alach, Sömmerda, Vargula und Mühlberg, wurden dem Regierungsbezirk Erfurt der neu gegründeten preußischen Provinz Sachsen angegliedert. Ab dem 1. Januar 1816 diente die Statthalterei in Erfurt als Sitz des preußischen Regierungspräsidenten, der den neu gebildeten Regierungsbezirk Erfurt zu verwalten hatte. Im gleichen Jahr wurde der neue Landkreis Erfurt eingerichtet, dessen Landratsamt sich in der Stadt befand. Die Stadt Erfurt bildete zunächst einen eigenen Stadtkreis, welcher bereits 1818 wieder aufgelöst und dem Landkreis Erfurt angegliedert wurde. Das ehemalige Amt Mühlberg bildete eine Exklave des Kreises im Herzogtum Sachsen-Gotha-Altenburg. Das Amt Sömmerda wurde im Jahr 1816 hingegen dem Landkreis Weißensee und das Amt Vargula dem Landkreis Langensalza angegliedert.

### Geschichte der zu Erfurt gehörigen Ämter
Stadtamt mit dem Küchenmeistereiamt
Das Stadtamt bestand an sich aus zwei Ämtern: dem Küchenmeistereiamt und dem eigentlichen Stadtamt. Das Küchenmeistereiamt umfasste die fünf Küchendörfer Witterda, Hochheim, Melchendorf, Daberstedt und Dittelstedt, welche zum Erzstift Mainz gehörten. Sie waren verpflichtet, Naturalabgaben für die Versorgung der kurfürstlichen Verwaltung, des Mainzer Hofs in Erfurt, zu leisten. Später wurden diese Abgaben durch Geldzahlungen abgelöst. Einige Dörfer erhielten dafür Privilegien, zum Beispiel das Recht, zollfrei Handel zu treiben, oder eine Befreiung von der Brausteuer. Die Küchendörfer blieben nach der Reformation in Erfurt katholisch. Jüngster Ort des Amts ist Friedrichsdorf bei Witterda, welches erst 1780 auf Anordnung des Mainzer Erzbischofs und Landesherren als kleine Kolonie gegründet wurde. Das Dorf Daberstedt wurde 1813 durch die französische Besatzung in Erfurt zerstört und erst später wieder besiedelt.
Die zehn Dörfer des Stadtamts kamen seit der Entstehung der Vogtei in den Besitz der Stadt Erfurt. Büßleben, Niedernissa, Urbich und Windischholzhausen gehörten ursprünglich zur Grafschaft Vieselbach. Die anderen Orte wurden aus dem Besitz adliger Herren erworben. Kirchheim, Bechstedt-Wagd und Werningsleben gehörten ursprünglich den Grafen von Henneberg, Egstedt den Grafen von Käfernburg, Möbisburg zeitweise den Grafen von Gleichen und von Käfernburg. Willrode gehörte ebenfalls den Grafen von Gleichen und danach dem Erfurter Neuwerkskloster. Das Stadtamt kam 1815 zu Preußen und gehörte ab 1816 zum Landkreis Erfurt.
Amt Alach
Die Dörfer des späteren Amts Alach kamen zu unterschiedlichen Zeiten und von unterschiedlichen Besitzern in den Besitz der Stadt Erfurt (u. a. verschiedene Erfurter Klöster, Grafen von Schwarzburg). Sie waren somit alle vogteilich. Alach gehörte ab 1104 Alach zum Besitz des Petersklosters in Erfurt. Seit dem 14. Jahrhundert bestanden enge Beziehungen zwischen Alach und Erfurt, da der Ort zum Landbesitz des städtischen Rats gehörte. Bereits 1284 wurde Kleinrettbach dem Martinikloster Erfurt unterstellt und in der Folge später der Stadt Erfurt. Im 14. Jahrhundert kamen Tröchtelborn (1351), Bindersleben (1351 eine Hälfte, die andere Hälfte im 16. Jahrhundert), Zimmern supra (ab 1358 schrittweise bis 1600), Tiefthal (1361), Ermstedt (1366) in Erfurter Besitz. Im 15. Jahrhundert folgten Schmira (seit 1485 an Erfurt verlehnt, seit 1665 zur Stadt), Schaderode (1497), Salomonsborn und Frienstedt. Im folgenden Jahrhundert wurden schließlich Gottstedt (1500) und Marbach (1523 und 1535) dem Gebiet der Stadt Erfurt hinzugefügt.
Im ausgehenden 15. Jahrhundert wurde das „Erfurter Dorf“ Nottleben Sitz einer großen Vogtei des Erfurter Gebiets, zu der noch 20 weitere Dörfer gehörten.
Dem 1706 gegründeten Amt Alach, welches aus 14 Dörfern im Westen Erfurts bestand, wurde 1777 das Amt Mühlberg, welches als Exklave im Herzogtum Sachsen-Gotha-Altenburg lag, angegliedert. 1815 kam das vereinigte Amt an Preußen und 1816 an dessen neu gegründeten Landkreis Erfurt.
Amt Gispersleben
Die Dörfer des späteren Amts Gispersleben kamen zu unterschiedlichen Zeiten und von unterschiedlichen Besitzern in den Besitz der Stadt Erfurt (u. a. die Grafen von Gleichen und das Neuwerkkloster Erfurt). Sie waren somit alle vogteilich. Stotternheim war 1286 der erste Ort, der in den Besitz Erfurts kam. Walschleben und Elxleben kamen 1370 zu Erfurt, Schwerborn im 15. Jahrhundert. Im 16. Jahrhundert folgte Kühnhausen (1516), Gispersleben Viti und Kiliani wurden 1593 der Stadt Erfurt unterstellt.
Ende des 15. Jahrhunderts wurde eine Vogtei Walschleben mit 16 Dörfern erwähnt.
Das 1706 gegründete Amt Gispersleben umfasste zehn Dörfer im Norden des Erfurter Gebiets. Es kam 1815 zu Preußen und gehörte ab 1816 zum Landkreis Erfurt. Nur Stotternheim und Schwerborn wurden 1815 an das Großherzogtum Sachsen-Weimar-Eisenach abgetreten. Schwerborn wurde nun dem Amt Vieselbach und Stotternheim dem Amt Großrudestedt angegliedert. Bei der Verwaltungsreform des Großherzogtums Sachsen-Weimar-Eisenach im Jahr 1850 kamen beide Orte zum Verwaltungsbezirk Weimar.
Amt Azmannsdorf
Ausgangspunkt des späteren Amts Azmannsdorf war die Grafschaft Vieselbach östlich von Erfurt, zu der 2/3 der späteren Amtsorte gehörten. Die Grafschaft Vieselbach war im hohen Mittelalter als thüringisch-sächsisches Lehen im Besitz der Grafen von Gleichen. 1343 kaufte ihnen der Rat der Stadt Erfurt die gesamte Grafschaft Vieselbach ab und fügte sie seinem umfangreichen Grundbesitz hinzu. Damit wurde sie Teil von Kurmainz.
Im 15. Jahrhundert wurde eine Vogtei Kerspleben mit 18 Dörfern erwähnt.
Der Ort Azmannsdorf wurde 1706 Sitz einer Amtsverwaltung. Dieses Amt umfasste 15 vogteiliche Dörfer im Osten des Erfurter Gebiets, von denen die zehn Orte Vieselbach, Kerspleben, Hochstedt, Hopfgarten, Kleinmölsen, Linderbach, Mönchenholzhausen, Töttleben, Ulla und Utzberg zur ehemaligen Grafschaft Vieselbach gehörten. Dazu kamen Azmannsdorf (ursprünglich mainzisch-erzbischöfliches Lehen), Zimmern infra (Geschenk der Grafen von Orlamünde), Udestedt (Kauf von den Rittern von Udestedt), Ollendorf (Kauf von den Herren von Utzberg) und die Hälfte von Ottstedt am Berge.
Nach dem Wiener Kongress 1815 erhielt das Großherzogtum Sachsen-Weimar-Eisenach das Amt. Damit ging der Amtssitz auf den Nachbarort Vieselbach über, dessen Namen das Amt nun trug. Es wurde um die ehemals erfurtischen Orte Bechstedtstraß, Isseroda, Schwerborn und Sohnstedt und die beiden weimarischen Orte Großmölsen und Wallichen erweitert. Bei der Verwaltungsreform des Großherzogtums Sachsen-Weimar-Eisenach im Jahr 1850 kam das Amt Vieselbach zum Verwaltungsbezirk Weimar.
Amt Tonndorf
Die „Herrschaft Tonndorf“ lässt sich urkundlich ab 1248 als Lehen des Bistums Mainz an die Grafen von Weimar-Orlamünde nachweisen. Nach dem Thüringer Grafenkrieg kam sie 1346/57 als Mainzer Lehen an die Stadt Erfurt. Zur Herrschaft Tonndorf gehörten neben dem Ort Tonndorf mit dem Schloss Tonndorf die Orte Tiefengruben, Meckfeld, Gutendorf und die Mainzischen Anteile von Hohenfelden und Klettbach. Um 1500 baute die Stadt Erfurt die Burg Tonndorf erheblich aus.
Im Jahr 1590 wurden die Hoheitsrechte an Schloss Tonndorf in Folge von Streitigkeiten an das Herzogtum Sachsen-Weimar abgetreten. Ein Jahr später nahm Herzog Friedrich Wilhelm I. von Sachsen-Weimar das erzstiftliche Amt Tonndorf gewaltsam in Besitz. Nach einem langen Rechtsstreit zog der Erzbischof von Mainz 1592 Tonndorf zusammen mit anderen umliegenden Dörfern als wiederkäufliches Mainzer Lehen ein und trat die kurmainzischen Lehensrechte an den Ämtern Tonndorf und Mühlberg an den Herzog von Sachsen-Weimar ab. Bei einer 1635 erfolgten Besitzteilung zwischen den Herzogtümern Sachsen-Weimar und dem 1603 entstandenen Sachsen-Altenburg kam das Amt Tonndorf zu Sachsen-Weimar. Durch die Ernestinische Teilung kam das Amt Tonndorf im Jahr 1640 zu Sachsen-Gotha und 1672 zu Sachsen-Gotha-Altenburg. Erst 1680 kam das Schloss mit dem erzstiftlichen Amt Tonndorf durch Vertrag wieder an Kurmainz und somit zum neu gegründeten Erfurter Staat. Im Jahr 1690 wurde Tonndorf als Sitz der „Vogtei des Mainzer Erzstiftes zu Erfurt“ bezeichnet. Diese Behörde verwaltete die Einkünfte aus Tonndorf, Meckfeld, Klettbach, Tiefengruben, Gutendorf und Hohenfelden.
Im Zuge der Verwaltungsreform des kurmainzischen Erfurter Staats wurde 1706 im Südwesten des Erfurter Gebiets das erweiterte „Amt Tonndorf“ gegründet. Es bestand aus zwölf Orten, von denen die sechs nördlicheren vogteilich, die sechs südlicheren erzstiftlich waren. Die sechs erzstiftlichen Orte waren die unter der Herrschaft des Erzbischofs stehenden Orte der Herrschaft Tonndorf (Tonndorf mit Schloss Tonndorf, Tiefengruben, Meckfeld, Gutendorf und die Mainzischen Anteile von Hohenfelden und Klettbach). Die nördlich davon gelegenen Orte Bechstedtstraß, Nohra, Obernissa, Rohda und Sohnstedt kamen als Teil der Grafschaft Vieselbach im Jahr 1343 in den Besitz der Stadt Erfurt, Schellroda folgte 1379 aus dem Besitz der Grafen von Kevernburg.
Nach dem Wiener Kongress 1815 wurde das Amt Tonndorf an das Großherzogtum Sachsen-Weimar-Eisenach abgetreten und aufgelöst. Der Großteil kam an das weimarische Amt Berka. Nur Bechstedtstraß und Sohnstedt wurden dem neu gegründeten Amt Vieselbach angegliedert. 1850 kamen beide Ämter mit ihren Orten zum Verwaltungsbezirk Weimar des Großherzogtums.
Amt Mühlberg
Die Mühlburg gelangte um das Jahr 1000 in den Besitz der Grafen von Weimar-Orlamünde. Nach deren Aussterben gelangte die Burg als Erbteil zusammen mit der benachbarten Burg Gleichen in den Besitz des Erzbistums Mainz, welches das Adelsgeschlecht der Meinharde mit der Mühlburg belehnte. Nach deren Aussterben im Jahr 1242 zog Mainz das erledigte Lehen ein.
Nach einem vergeblichen Angriff kaufte die Stadt Erfurt im Jahr 1357 die Mühlburg vom Mainzer Erzbischof, 1362 erwarb der Rat auch den schwarzburgischen und hennebergischen Anteil. Die Burg wurde daraufhin zu einem festen Bollwerk ausgebaut und diente bis 1592, als das Amt Mühlberg zusammen mit dem erzstiftlichen Amt Tonndorf an das Herzogtum Sachsen-Weimar überging, der Sicherung der Erfurter Handelswege (Kupferstraße). Bei einer 1635 erfolgten Besitzteilung zwischen den Herzogtümern Sachsen-Weimar und dem 1603 entstandenen Sachsen-Altenburg kam das Amt Mühlberg zum Herzogtum Sachsen-Altenburg, welches seinen Anteil an die Grafen von Schwarzburg verpfändete. Mit der Auslösung des Pfandschillings kam das Amt Mühlberg, welches neben der inzwischen stark verfallenen Mühlburg aus den Orten Mühlberg und Röhrensee und dem Gut Ringhofen bestand, wiederum in den Besitz des Erzbistums Mainz. Es gehörte nun als Exklave im Herzogtum Sachsen-Gotha-Altenburg zum Erfurter Staat. 1777 wurde es mit dem Amt Alach vereinigt.
Durch den Wiener Kongress kam das ehemalige Amt Mühlberg im Jahr 1815 zu Preußen und wurde als Exklave mit der benachbarten Herrschaft Gleichen (Burg Gleichen und Wandersleben) dem Landkreis Erfurt angegliedert.
Amt Vargula
Großvargula war ursprünglich der Sitz der Schenken von Vargula. Nach deren Aussterben verkauften ihre Nachfolger den Ort 1323 an das Kloster Fulda und dieses ihn im Jahr 1340 an den Deutschen Ritterorden. 1385 wurde Großvargula an die Stadt Erfurt verkauft, welche 1403 einen Amtmann für die nunmehrige Exklave einsetzte. Durch den Wiener Kongress kam das aus dem Ort Großvargula bestehende ehemalige Amt Vargula im Jahr 1815 zu Preußen und wurde dem Landkreis Langensalza angegliedert.
Amt Sömmerda
Sömmerda, früher auch als Groß-Sömmerda bzw. Großensömmern bezeichnet, gehörte seit 919 dem Kloster Fulda. 1342 kam der Ort in den Besitz der Grafschaft Schwarzburg, die ihn 1418 an die Stadt Erfurt verkaufte, zu dessen Besitz es nun als Exklave mit Schallenburg gehörte. Rohrborn gehörte ursprünglich dem Erfurter Augustinerkloster und wurde 1466 dem Erfurtischen Amt Sömmerda angegliedert. 1765 wurde das Amt Sömmerda mit dem Amt Vippach vereinigt. Durch den Wiener Kongress kam das ehemalige Amt Sömmerda im Jahr 1815 zu Preußen und wurde dem Landkreis Weißensee angegliedert, das ehemalige Amt Vippach wurde hingegen an das Großherzogtum Sachsen-Weimar-Eisenach abgetreten.
Amt Vippach
Die Herren von Vippach wurden erstmals im 11. Jahrhundert erwähnt. Aus Geldnot verkaufte Otto von Vippach dem Rat zu Erfurt im Jahr 1387 die „Herrschaft Vippach“ mit der Burg Vippach und einem Drittel des Dorfes Vippach. Weiterhin gehörten dazu die Fluren folgender späterer Wüstungen: ein Drittel der Dörfer und Gerichte zu Ranstedt und Obermarpach und das ganze Dorf und Gericht zu Niedermarpach. Seit dem Übergang an die Stadt Erfurt bildete die Burg Vippach über 400 Jahre lang die Schutzwehr des Erfurter Gebietes gegen Nordosten. 1483 wurde das Amt Vippach mit einem auf der Burg waltenden Amtmann gebildet. Zu ihm gehörten neben der Herrschaft Vippach mit Burg und Ort Schloßvippach auch die zwei Exklaven Berlstedt (seit 1391 an Erfurt verlehnt) und Kleinbrembach (Anteil seit 1386 im Besitz der Stadt Erfurt). Die drei Amtsorte waren räumlich voneinander wie auch zum Erfurter Gebiet durch das Herzogtum Sachsen-Weimar getrennt. 1765 wurde das Amt Sömmerda mit dem Amt Vippach vereinigt.
Durch den Wiener Kongress kamen die drei Exklaven des Amts Vippach im Jahr 1815 zum Großherzogtum Sachsen-Weimar-Eisenach, wogegen das ehemalige Amt Sömmerda wieder zu Preußen kam. Die Orte Schloßvippach und Kleinbrembach (Erfurtischer Anteil) wurden dem weimarischen Amt Großrudestedt unterstellt. Berlstedt war vom Amt Weimar umschlossen und ging in diesem auf. 1850 kamen sie zum Verwaltungsbezirk Weimar des Großherzogtums.
Lehngut Isseroda
Die in Isseroda befindliche Burg wurde 1397 Eigentum der Stadt Erfurt. An ihrer Stelle wurde später das Rittergut Lauenburg errichtet. Das „Lehngut Isseroda“ war keinem Amt angegliedert. Mit dem Wiener Kongress kam der Ort 1815 wie das benachbarte Amt Tonndorf zum Großherzogtum Sachsen-Weimar-Eisenach und wurde dem neu entstandenen Amt Vieselbach angegliedert. 1850 kam der Ort zum Verwaltungsbezirk Weimar des Großherzogtums.
Hospitalgericht Hayn
Hayn lag schon im Mittelalter im Einflussbereich und in der Gerichtsbarkeit der Stadt Erfurt. Im Ort existierte ein Rittergut, das im Jahr 1485 an ein Hospital in Erfurt verkauft wurde. Der Ort wurde seitdem als „Hospitaldorf Hayn“ bezeichnet, welches keinem Amt unterstand. Mit dem Wiener Kongress kam der Ort 1815 wie das benachbarte Amt Tonndorf zum Großherzogtum Sachsen-Weimar-Eisenach und wurde dem weimarischen Amt Berka angegliedert. 1850 kam der Ort zum Verwaltungsbezirk Weimar des Großherzogtums.

## Innere Entwicklung

### Politik
Das Erfurter Gebiet war ursprünglich in drei Vogteien eingeteilt. Dies waren die Vogtei Nottleben mit 20 Dörfern, die Vogtei Walschleben mit 16 Dörfern und die Vogtei Kerspleben mit 18 Dörfern. Dazu kamen dann noch Sömmerda, Schloss Vippach, Tonndorf, Mühlberg und Vargula. 1706 wurden diese aufgelöst und in neun Ämter gegliedert.
Nach der Wiederherstellung der kurmainzischen Oberherrschaft bestand die Erfurter Landesregierung aus dem Kurmainzischen Statthalter und sieben Regierungsräten. Die Kammer bildeten der Statthalter und zwei Räte.

### Wirtschaft
Erfurt entwickelte sich seit dem 13. Jahrhundert zu einem der größten Waidmärkte des Reichs. In etwa 300 Dörfern Thüringens wurde die Waidpflanze angebaut, aus deren Blättern man ein begehrtes und gewinnbringendes Blaufärbemittel gewann und welches mit dem wirtschaftlichen Aufschwung der Stadt eng verbunden war. 1331 erhielt Erfurt das Messeprivileg von Kaiser Ludwig IV.
Zwischen 1304 und 1481 gehörte Erfurt dem Thüringer Dreistädtebund an, welcher die Wahrung ihrer Eigenständigkeit von Erfurt und den Reichsstädten Nordhausen und Mühlhausen gegenüber den wettinischen Landen (Sachsen), aber auch gegenüber dem Erzbischof von Mainz zum Ziel hatte. Auch wirtschaftliche Interessen wurden gemeinsam vertreten. Alle drei Städte waren zugleich Mitglieder der Hanse.

### Bildung

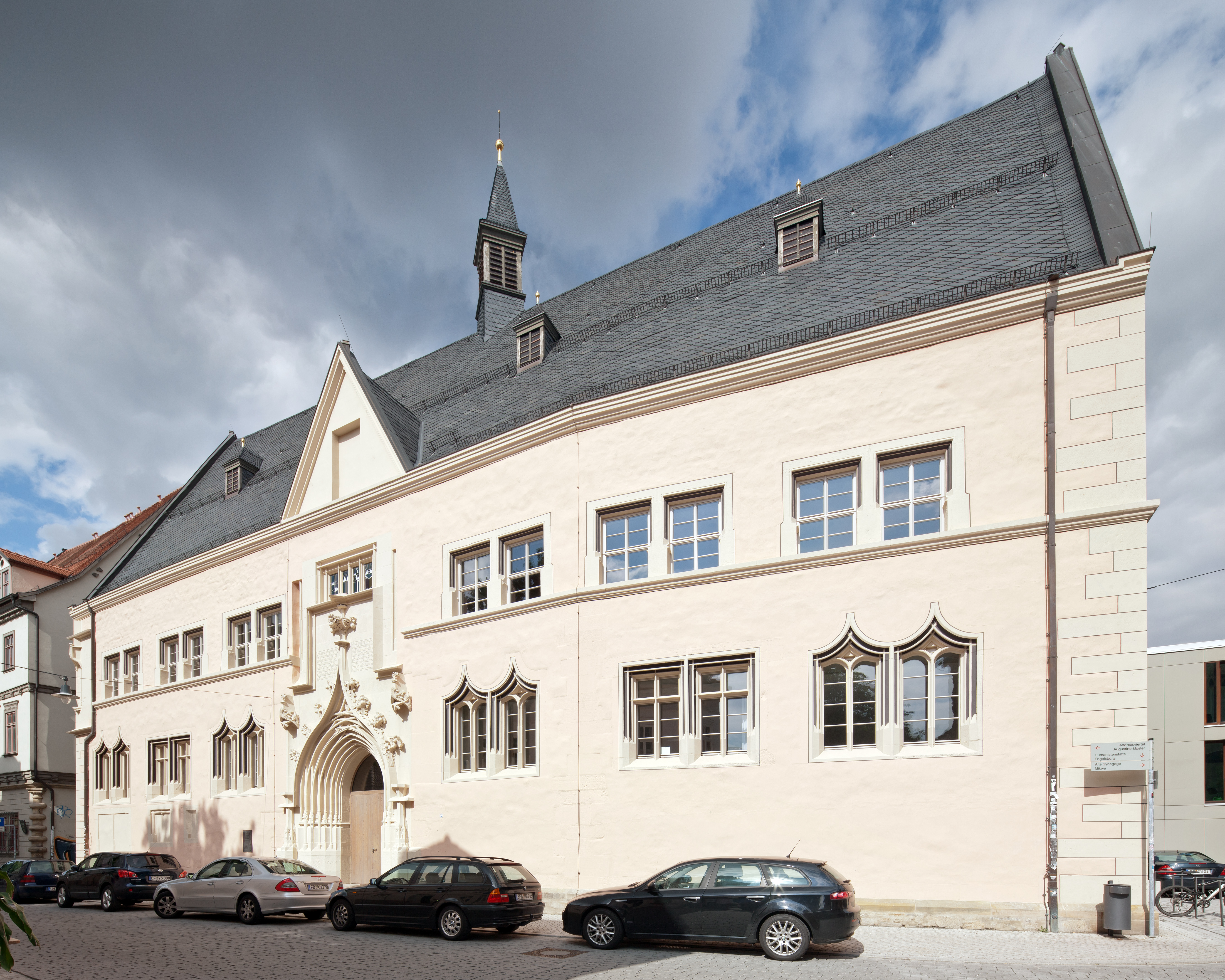
Das Collegium Maius, ehemaliger Sitz der 1392 gegründeten Universität

Erfurt war bereits im 13. Jahrhundert zu einem Bildungszentrum von weit ausstrahlender Bedeutung herangewachsen. Keine andere Stadt in Deutschland hatte in der zweiten Hälfte des 13. Jahrhunderts mehr Studenten. Geprägt wurde diese Zeit durch das Wirken von Meister Eckhart, der ab 1277 hier studiert hatte und ab 1292 Prior des Erfurter Dominikanerklosters und Vikar seines Ordens für Thüringen war. In der ersten Hälfte des 14. Jahrhunderts entwickelte sich das Erfurter studium generale zur bedeutendsten Bildungsanstalt im Römisch-Deutschen Reich. Neueste Forschungen ergaben, dass schon zuvor die Universität 1379 mit ihrem Gründungsprivileg als erste und älteste Universität auf deutschem Boden gegründet worden war. Die bisherige Datierung auf 1392 war dem Umstand geschuldet, dass der offizielle Lehrbetrieb zu diesem Zeitpunkt aufgenommen wurde. Bei der Gründung ist zu beachten, dass es sich hierbei um eine nicht-fürstliche, sondern bürgerliche, und somit durch den Rat der Stadt gegründete Universität handelte. Einer der bekanntesten Absolventen der Universität Erfurt war Martin Luther, der hier von 1501 bis 1505 studierte und seinen Magister der philosophischen Fakultät erhielt.

## Gliederung
Stadt
- Erfurt

Ämter (seit 1706) und zugehörige Orte
| Amt                                               | Zugehörige Orte |
| ------------------------------------------------- | --- |
| Stadtamt (erzstiftliche Küchendörfer)             | Daberstedt, Dittelstedt, Hochheim, Melchendorf, Witterda mit Friedrichsdorf |
| Stadtamt (vogteiliche Dörfer)                     | Bechstedt-Wagd, Büßleben, Egstedt, Kirchheim, Möbisburg, Niedernissa, Urbich, Waltersleben, Werningsleben, Schloss Willrode (Gut), Windischholzhausen                                                                            |
| Alach                                             | Alach, Bindersleben, Ermstedt, Frienstedt, Gottstedt, Kleinrettbach, Marbach, Nottleben, Salomonsborn, Schaderode (Hofgut), Schmira, Tiefthal, Tröchtelborn, Zimmern supra (Zimmern auf dem Berge)                               |
| Gispersleben                                      | Gispersleben (Viti und Kiliani), Andisleben, Dachwig, Ilversgehofen, Kühnhausen, Elxleben, Schwerborn, Stotternheim, Walschleben                                                                                                 |
| Azmannsdorf                                       | Azmannsdorf, Hochstedt, Hopfgarten, Kerspleben, Kleinmölsen, Linderbach, Mönchenholzhausen, Zimmern infra (Zimmern im Thale), Ollendorf, Ottstedt am Berge (Erfurtischer Anteil), Töttleben, Udestedt, Ulla, Utzberg, Vieselbach |
| Tonndorf (erzstiftliche Dörfer)                   | Schloss und Flecken Tonndorf, Gutendorf, Hohenfelden (Erfurtischer Anteil), Klettbach (Mainzischer Anteil), Meckfeld, Tiefengruben                                                                                               |
| Tonndorf (vogteiliche Dörfer)                     | Bechstedtstraß, Nohra, Obernissa, Rohda, Schellroda, Sohnstedt |
| Mühlberg (Exklave)                                | Burg Mühlberg, Mühlberg, Röhrensee, Ringhofen (Gut) |
| Vargula (Exklave)                                 | Großvargula |
| Sömmerda (Exklave)                                | Stadt Sömmerda und Dörfer Schallenburg und Rohrborn |
| Vippach (Exklave in drei zerstreuten Gemarkungen) | Schloßvippach mit Schloss Vippach, Berlstedt, Kleinbrembach (Erfurter Anteil) |
| Orte ohne Amtszugehörigkeit                       | Lehngut Isseroda, Hospitaldorf Hayn |

Wüstungen und zerstörte Orte
- Neudorf, Molsdorf, Oberberesdorf, Niederberesdorf (Ursprungsorte von Sömmerda)
- Breitenfort, Ranstedt, Hohenburg, Obermarpach, Niedermarpach (in der Exklave Vippach)
- Wenigen-Schallenburg (bei Schallenburg in der Exklave Sömmerda)
- Hohenstedt (bei Ilvergeshofen)
- Kloster Barkhausen (bei Udestedt)
- Hetzelborn (bei Klettbach)
- Witteroda (bei Hohenfelden)
- Weilrode und Wilderode (bei Schellroda)
- Rodt (Standort von Schaderode)
- Orfal/Orphan (ehem. mainzisches Allodialgut in Erfurt)
- Oberkirchhof
- Stadil und Getorn (bei Zimmern infra)
- Mannzimmern, Rangsdorf, Gebelsborn (bei Ollendorf)
- Rasdorf (Standorf von Friedrichsdorf)
- Die arme Jacke
- Dienstburg (ehem. Schloss)
- Schilderode (am Fuß des Petersberges)
- Schmidtstedt
- Burghausen, Rustberg, Hornburg, Mervisburg (bei Erfurt, 1160 zerstört)
- Hohenwinden, Neuses, Münstergehofen, Wittenroda, Hesseborn, Sulza (in Erfurter Stadtflur)